# Шестистовбурне дерево дуба
Шестисто́вбурне де́рево ду́ба — ботанічна пам'ятка природи місцевого значення в Україні. Розташована на території Черкаського району Черкаської області, квартал 13, виділ 14 Свидівського лісництва. 
Площа — 0,01 га, статус отриманий у 1972 році.